# 新韦内扎
新韦内扎是巴西圣卡塔琳娜州的一个市镇。总面积293.557平方公里，总人口12703人，人口密度43.3人/平方公里。